# Exetastes nitidus
Exetastes nitidus är en stekelart som beskrevs av Cameron 1906. Exetastes nitidus ingår i släktet Exetastes och familjen brokparasitsteklar. Inga underarter finns listade i Catalogue of Life.